# Miguel Bazán
Miguel Ángel Bazán Oliver mais conhecido como Miguel Bazán (Buenos Aires, 21 de março de 1985) é um futebolista argentino, de nacionalidade espanhola, que atua como zagueiro. Atualmente é jogador do Moto Club de São Luís.
Nascido na Argentina, Miguel Bazán reside desde menino em Palma na Espanha, onde se formou jogador nas categorias de base do Real Mallorca, clube que atuou pela primeira vez como profissional no Mallorca B, Bazán também atuou na seleção espanhola sub-17. Antes de fechar contrato com o clube brasileiro atuava como titular absoluto sendo volante na temporada atual 2011-2012 da terceira divisão espanhola pelo CD Llosetense.